# نيل بيكر (لاعب دوري الرغبي)
نيل بيكر (بالإنجليزية: Neil Baker)‏ هو لاعب دوري الرغبي أسترالي، ولد في 8 يونيو 1960.